# Milton Clark Avery
Pour les articles homonymes, voir Avery.
Milton Clark Avery né le 7 mars 1885 à Altmar (New York), mort le 3 janvier 1965 à New York, États-Unis. Artiste peintre de figures, portraits, animaux, intérieurs, paysages, peintre à la gouache, aquarelliste, dessinateur. Figuratif intimiste, puis tendance abstraite.

## Biographie
S'il existe un lien entre le monde de la peinture traditionnelle américaine du début du XXe siècle et de celui de l'expressionnisme abstrait autour de 1945, c'est bien Milton Avery qui l'a créé. On ne lui connait aucune formation particulière, sinon en 1913 un cours de dessin d'après nature donné par Charles Noël Flagg à la Connecticut League of Art  à Hartford.En 1925, il épouse Sally Michel, également peintre, dont on retrouve l'image dans les nombreux portraits exécutés par son époux. Il expose à la Water Colour exhibition de Chicago en 1931 puis à celle du Worcester Art Museum en 1933.
Sa première exposition personnelle a lieu en 1928, elle est suivie d'autres à partir de 1940. Une grande rétrospective lui est consacrée en 1952 au Baltimore Museum, puis à la Fondation Ford et au Whitney Museum en 1960. Une autre rétrospective posthume est présentée à Lincoln puis à Little Rock en 1966, puis deux autres encore en 1983, à la Albright-Knox Art Gallery de Buffalo et au Minneapolis Institute of Arts. Il reçoit le prix  Atheneum de la Connecticut Academy of Fine Arts en 1929, et le prix Logan de l'Art Institute de Chicago.
Après la période Fauve de ses débuts, qui lui a permis de jouer avec de riches couleurs, il atténue sa palette et simplifie ses compositions qui tendent vers un dépouillement de plus en plus grand. Ses sujets restent simples tels que Rothko les définit. C'est dans un style presque Intimiste - Avery peignant son atelier, sa femme Sally, sa fille March, Central Park, les plages et montagnes où il passait l'été, des vaches, des poissons, des vols d'oiseaux, ses amis réunis dans son atelier... - qu'il peint des œuvres aux formes simplifiées, aux plans colorés, découpés, dans un espace à deux dimensions, évoquant l'art de Matisse.
Toutefois, ses peintures ne sont jamais brillantes quoique très riches et plus sourdes. Il maîtrise fort bien ses rapports de couleurs dont les contours peuvent être parfois fluide, créant une sorte d'osmose entre elles. L'art de Milton Avery rejoint ainsi, peu à peu l'abstraction expressionniste de Rothko et de Adolph Gottlieb.
Ensemble, ils ont participé à de longues conversations hebdomadaires qui ont facilité la naissance de la peinture abstraite américaine d'après guerre et plus particulièrement de l'école dite de New York.